# روبن آقابگیان
روبن آقابگیان (ارمنی: Ռուբեն Աղանբեկյան؛ زادهٔ ۱۴ فوریهٔ ۱۹۷۲) اقتصاددان ارمنی‌تبار اهل روسیه که رئیس Moscow Interbank Currency Exchange می‌باشد.

## زندگی‌نامه
در ۱۴ فوریهٔ ۱۹۷۲ در نووسیبیرسک به دنیا آمد. وی پسر آبل آقانبکیان، اقتصاددان مشهور اهل شوروی است. وی از آکادمی دولتی حقوق مسکو فارغ‌التحصیل شد. در بین سال‌های ۱۹۹۰ تا دهه ۲۰۰۰ وی در پرایس‌واترهاوس‌کوپرز، کلیفورد چنس، Credit Suisse First Boston و Troika Dialog فعالیت نمود. در سال ۲۰۰۹ وی به عنوان رئیس Renaissance Capital (Russian company) انتخاب شد.